# 陽泉寺
陽泉寺（ようせんじ）は、福島県福島市下鳥渡にある曹洞宗の寺院。山号は朝日山。本尊は釈迦如来。

## 歴史
この寺の創建年代等については不詳であるが、伊達稙宗が開基となって建立した陽林寺（福島市小田）6世玉芳峰積が建立した寺である。

## 文化財
- 重要文化財（国指定）
  - 木造釈迦如来坐像 - 像高87.9センチメートル。胎内に応安4年（1371年）仏師円勝・法教・乗円作の銘がある。
- 史跡（国指定）
  - 下鳥渡供養石塔

## 所在地
- 福島県福島市下鳥渡字寺東17

## 交通アクセス
- JR東北本線南福島駅より車で約10分